# Al Burj
Al Burj (numit și turnul Nakheel) este un zgârie-nori foarte înalt propus spre construcție în Dubai de către dezvoltatorul imobiliar Al Nakheel. Proiectul este stopat din motive financiare din 2009. La terminare ar fi fost cea mai înaltă clădire din lume, cu o înălțime de aproximativ 1.200 de metri. A fost plănuit să fie terminată la finele anului 2008. Ar fi fost o super-clădire. Construirea ei se datoreaza faptului că E.A.U. are un zăcământ de petrol descoperit acum câțiva ani, acesta fiind ca proporție 1/3 din cel mondial, fapt pentru care Burj-Al Dubai a fost văzută ca o clădire "simbol".